# Sing Sing (film 1932)
Sing Sing (org. 20, 000 Years in Sing Sing) – film więzienny z 1932 roku, wyreżyserowany przez Michaela Curtiza. 
Film powstał na podstawie autobiograficznej książki Lewisa E. Lawesa pt. Twenty Thousand Years in Sing Sing wydanej w 1932 roku. Autor książki był byłym naczelnikiem więzienia Sing Sing, dzięki jego pomocy ekipa filmowa mogła kręcić obraz w autentycznych więziennych sceneriach.
Film opowiada o losach głównego bohatera Toma Connora, niepokornego więźnia odsiadującego wyrok w więzieniu Sing Sing.

## Obsada
- Spencer Tracy jako Tommy Connors
- Bette Davis jako Fay Wilson
- Arthur Byron jako Paul Long
- Lyle Talbot jako Bud Saunders
- Warren Hymer jako Hype
- Louis Calhern jako Joe Finn